# Punta Guido
Punta Guido (in Argentinien Punta Saavedra) ist eine Landspitze an der Davis-Küste des Grahamlands auf der Antarktischen Halbinsel. Sie liegt 5 km ostnordöstlich des Kap Sterneck am nördlichen Ende der Tschawdar-Halbinsel.
Chilenische Wissenschaftler benannte ihn nach dem Präparator Guido Sanhuezo Briccio, Teilnehmer an der 25. Chilenischen Antarktisexpedition (1970–1971). Der Namensgeber der argentinischen Benennung ist der argentinische Friedensnobelpreisträger Carlos Saavedra Lamas (1878–1959).